# Pantà de lo Fondo de Santa Creu
El pantà del Fondo de la Santa Creu és una petita bassa agrícola d'1,30 Ha, situada al terme municipal de Menàrguens.
Es tracta d'una bassa molt poc fonda que recull les aigües d'un rec i està delimitada per una petita mota de terres perimetral. La bassa està pràcticament tota coberta per un bogar molt atapeït, format per Typha angustifolia. Al voltant de la bassa apareixen alguns claps de matollars halonitròfils, dominats per salats.
La bassa és d'interès sobretot per a les poblacions d'amfibis i per a alguns ocells aquàtics -com les gallines d'aigua (Gallina chloropus), les fotges (Fulica atra) o algunes anàtides-, que hi troben recer, en un entorn totalment transformat per l'agricultura. Es coneix també la presència d'arpella (Circus aeruginosus), que freqüenta diversos pantans i basses existents a la zona.
Aquesta zona no presenta impactes destacables, tret dels derivats de possibles processos d'eutrofització o contaminació de les aigües, o de sobreexplotació dels aqüífers. S'hi produeix també una colmatació natural, molt lentament, afavorida pel creixement del bogar.